# Tempoe
Michael Chigozie Alagwu, plus connu sous son nom de scène Tempoe, est un producteur de disques, DJ, chanteur et auteur-compositeur nigérian. Né à Lagos, au Nigeria, il est populairement connu pour l'étiquette "MÄD!", au début ou à la fin de toutes ses productions musicales. Sa production de la chanson afrobeats de CKay, Love Nwantiti, a reçu une reconnaissance mondiale,.
Il a produit des morceaux pour Omah Lay, Joeboy, CKay, Jason Derulo, Victony entre autres et est actuellement signé avec Panda Entertainment.

## Biographie
Tempoe a commencé sa carrière en tant que statisticien et développeur web dans l'industrie technologique naissante du Nigeria. Il avait toujours trouvé du plaisir dans la musique, s'enseignant des techniques de production de base à l'aide de l'application fruity loops et produisant des chansons gratuitement, avant qu'une rencontre fortuite avec le producteur d'afrobeats de l'époque, CKay, ne l'amène à produire le premier single officiel de ce dernier, "Nkechi Turnup" en 2016,. Il a ensuite produit d'autres chansons, telles que Container pour CKay et Play pour Blaqbonez, qui ont toutes deux signé avec Chocolate City. Dans le but d'améliorer ses compétences en production, il s'est inscrit à l'Académie de production de Sarz.
En 2019, Tempoe a de nouveau collaboré avec CKay dans la production du single afro-fusion, Love Nwantiti,. La piste a été certifiée platine en France et au Royaume-Uni et double platine aux États-Unis et aux Pays-Bas,. En novembre 2020, Tempoe s'est associé au chanteur Omah Lay, produisant un autre single à succès, Godly, qui a recueilli plus de 100 millions de flux accumulés sur toutes les plateformes de partage de musique, atteignant la 5e et la 15e place du Ghana et des 100 meilleures pistes du Kenya sur iTunes. Tempoe a également produit le single Door from le premier album de Joeboy, Somewhere Between Beauty & Magic, and Alcohol,qui a reçu 50 millions de diffusions dans les quatre semaines suivant sa sortie.
En mai 2022, il a produit et joué dans le single, Soweto, la piste principale de l'EP Outlaw de Victony, qui est son premier single officiel en tant qu'artiste interprète,. Tempoe a publié la vidéo pour Soweto en octobre 2022. La vidéo a été réalisée par Jyde Ajala et a recueilli plus de 8 millions de vues sur YouTube en quatre semaines. La chanson figure au numéro 15 du Top 40 des chansons afropop du magazine Rolling Stone de 2022.
En 2022, Tempoe a signé un accord d'édition avec le groupe d'édition de disques indépendant américain, APG, et le partenariat l'a conduit à être recruté pour co-écrire et produire le single Ayo Girl de Robinson et Jason Derulo, qui met en vedette un autre groupe afrobeat nigérian, Rema.

## Discographie de production
- 2016

1. Nkechi Turnup - CKay
2. Container - Ckay
3. Play - Blaqbonez

- 2019

1. Love Nwantiti - CKay
2. Jensimi - Reminisce featuring Niniola[17]

- 2020

1. Godly - Omah Lay
2. Party Dé - DJ Lambo featuring Buju

- 2021

1. Understand - Omah Lay[18]
2. Bend You - Omah Lay
3. Door - Joeboy
4. Soso - Omah Lay
5. Alcohol (Sip) - Joeboy
6. Purple Song - Omah Lay
7. Piece of Mind - Mayorkun
8. 100 Metres - Teni
9. On - Teni
10. Door (remix) - Joeboy Featuring Kwesi Arthur

- 2022

1. The Front Door - MI Abaga featuring Duncan Mighty
2. Soweto - Victony and Tempoe
3. Ayo Girl - Robinson and Jason Derulo featuring Rema
4. Contour - Joeboy
5. Iz Going - Bad Boy Timz
6. Something to Lose -  Wurld
7. Press - Wurld
8. Same as You - Wurld
9. Mine - Blanche Bailly and Joeboy
10. Winter Wonderland/Don't Worry be Happy - Omah Lay